# Desa Batang-batang Laok
Desa Batang-batang Laok är en administrativ by i Indonesien.   Den ligger i provinsen Jawa Timur, i den västra delen av landet, 800 km öster om huvudstaden Jakarta. Desa Batang-batang Laok ligger på ön Madura.